# Redes Transeuropeias
As Redes Transeuropeias (RTE) foram criadas pela União Europeia pelos artigos 154-156 do Tratado de Roma (1957), com o objetivo de criar um mercado interno e reforçar a coesão econômica e social.
Para os apoiantes desta política não faz sentido falar de um grande mercado da UE, com livre circulação de mercadorias, de pessoas e de serviços, sem que haja modernas e eficientes infraestruturas de ligação entre as várias regiões e redes nacionais que compõem esse mercado. A construção das RTE também foi vista como um elemento importante para o crescimento económico e a criação de emprego.
As RTE estão presentes em três setores de atividade:
- RTE-Transporte (RTE-T) - que abrangem, simultaneamente, o transporte rodoviário e combinado, as vias navegáveis e os portos marítimos, bem como a rede ferroviária europeia de alta velocidade.
- RTE-Energia (RTE-E) - que dizem respeito aos setores da eletricidade e do gás natural. Visam a criação de um mercado único da energia e a segurança dos aprovisionamentos.
- RTE-Telecomunicação (eTen) - cujo objectivo é o desenvolvimento de serviços eletrónicos baseados nas redes de telecomunicações, com grande destaque para os serviços públicos.